# Tabloid Junkie
«Tabloid Junkie» es una canción del cantante estadounidense Michael Jackson, incluida en su noveno álbum de estudio HIStory: Past, Present and Future, Book I. Es la décima primer pista del álbum. Fue grabada en 1994 y fue escrita por Michael Jackson, James Harris III y Terry Lewis.

## Significado y estilo
La canción es una crítica al sensacionalismo y amarillismo en que en ocasiones incurren los medios de comunicación.
Jackson utiliza una mezcla de elementos del rock, el pop y el funk como medio para transmitir el mensaje.

## Beatbox de Tabloid Junkie
El 14 de junio de 1995, Jackson concedió una entrevista para ABC News por la periodista Diane Sawyer. En ella hablo sobre la evolución de su carrera artística desde el Motown 25: Yesterday, Today, Forever, donde canto y bailo Billie Jean hasta los videos musicales de la era Dangerous, además explica el proceso creativo que lo llevó a componer sus propias canciones. También hizo un beat box de la canción Tabloid Junkie diciendo: Yo lo tomo como la base principal de la pista y construyes sobre ella todos los sonidos.